# Dracula ripleyana
Dracula ripleyana är en orkidéart som beskrevs av Carlyle August Luer. Dracula ripleyana ingår i släktet Dracula och familjen orkidéer.
Artens utbredningsområde är Costa Rica. Inga underarter finns listade i Catalogue of Life.